# 中島恵利華
中島恵利華（なかじま えりか、1965年2月4日 - ）は、日本のプロゴルファー。横峯さくら・諸見里しのぶ・宮里藍らアイドルゴルファーの先駆け的存在。2016年1月現在の登録名は中島エリカとなっている。

## 略歴
15歳で出場した日本女子オープンゴルフ選手権競技でいきなり7位に入り、その華麗なルックスとともに大きな反響を呼んだ。1984年に全日本サンスポ女子アマ大会でぶっちぎりの優勝を飾ると、1985年にプロテスト合格し翌1986年に日本女子プロゴルフ協会入会。通算4勝を挙げる。2003年に子宮ガンが発見されるが、幸いにも命に別状はなく、2004年の日本女子オープン関東地区予選で見事に復帰した。中嶋常幸・中島和也は実兄。

## 優勝記録

### 日本女子
| No. | 日程             | 大会                           | スコア            | 2位との差  | 2位（タイ）                    |
| --- | ---------------- | ------------------------------ | ----------------- | ---------- | ------------------------------ |
| 1   | 1986年8月8-10日  | Qtai・北陸クイーンズ           | −5 (70-71-70=211) | プレーオフ | 樋口久子 大谷真里子 若浦みどり |
| 2   | 1986年9月19-21日 | ミヤギテレビ杯女子オープン     | −6 (73-67-37=177) | 2打差      | 永田富佐子                     |
| 3   | 1989年3月17-19日 | マルコーレディス               | 0 (74-70-72=216)  | プレーオフ | 涂阿玉                         |
| 4   | 1989年9月1-3日   | フジサンケイレディスクラシック | −2 (70-74=144)    | 1打差      | 浜田光子 黄玥珡                |